# Ché Jouaner
Ché Jouaner (* 24. September 1973 in Memphis, Tennessee) ist ein US-amerikanisch-deutscher Sänger, Tänzer und Model. Bekannt wurde er Ende der 1990er-Jahre durch das Dancefloorprojekt E-Rotic.

## Wirken
Seinen ersten öffentlichen Auftritt hatte Jouaner im Jahre 1991. Unter dem Projekt Unlimited Vergnügen veröffentlichte er die Single Love Machine, die in den UK-Tanz-Charts auf Platz 1 war und Platz 15 in den Deutschen Dance-Charts. Danach hat er modelte er für Modedesigner und Marken wie JP Gaultier, Rene Lazard, Benetton, SEGA und Nike. 1995 gründete er die Agentur SONSTIGES Internationale Model Management, die inzwischen nicht mehr existiert.
Im Jahr 1996 ersetzte Jouaner Terence D’Arby als Auftrittsdarsteller von E-Rotic. Zusammen mit Jeanette Christensen trug er zu den Alben Sexual Madness, Thank You For The Music, Kiss Me und Mambo No. Sex bei. Im Mai 2000 verließ er das Projekt. Eine deutsche Zeitung schrieb, dass Jouaner gefeuert wurde, weil er homosexuell sei, aber Jouaner sagte, das sei nicht wahr. Er habe E-Rotic aus finanziellen Gründen verlassen. Nachdem Christensen im Jahr 2001 das Projekt verließ, ist Jouaner wieder in das Projekt eingestiegen. Als neue Partnerin hatte Jouaner Yasemin Baysal. Nur ein Jahr später wurde Jouaner und auch Baysal aus dem Projekt entlassen. Nachfolger wurden Lydia Madajewski und Robert Spehar.
In der Zeit, in der Jouaner nicht für E-Rotic tätig war, hat er in erster Linie versucht, eine Solokarriere als Sänger und Songwriter zu starten. Er hat auch Songs aufgenommen, die aber nie veröffentlicht wurden.
Nachdem er aus dem Dancefloor im Jahr 2002 entlassen wurde, hat sich Jouaner aus der Öffentlichkeit zurückgezogen.